# Trakt
Trakt (en rus: Тракт) és un poble (un possiólok) de la República de Komi, a Rússia, segons el cens del 2010 tenia 764 habitants.